# Oscar Rubiola
Oscar Alfredo Rubiola (San Nicolás de los Arroyos, 20 de junio de 1954) es un exfutbolista argentino; se desempeñaba preferentemente en la posición de delantero, habiendo incursionado también en la función de centrocampista; su primer club fue Rosario Central.

## Trayectoria
Su debut como profesional se produjo el 10 de junio de 1973, cotejo válido por la 16.ª fecha del Campeonato Metropolitano, igualdad en un tanto con Independiente. Marcó su primer gol por la 29.ª jornada, el 25 de agosto en la goleada 4-1 sobre River Plate. Siendo una de las alternativas en ofensiva, jugó seis partidos en el Campeonato Nacional de ese mismo año, en el cual Rosario Central se coronó campeón. Se mantuvo en el club de Barrio Arroyito hasta 1975, habiendo acumulado 19 presencias y un gol más, anotado de nuevo a River, el 5 de marzo de 1975 con derrota canalla 1-2.
Su siguiente destino fue Atlético Ledesma de Jujuy, equipo que era entrenado por Ángel Tulio Zof, que lo había dirigido en Central; allí se desempeñó entre 1976 y 1977. Luego jugó por Atlético Tucumán en 1978, llegando a disputar el Nacional, retornando a Ledesma al año siguiente y repitiendo participación en dicho certamen. Aun en el noroeste argentino, integró las filas de Central Norte de Salta entre 1980 y 1982. Tuvo una actuación destacada en una de las victorias más resonantes conseguidas por este club al convertir uno de los tantos en el 2-1 sobre Boca Juniors el 11 de abril de 1982, partido correspondiente a la 11.ª jornada del Nacional. En 1983 fichó por Villa Dálmine en el Campeonato de Primera B, incorporándose en la temporada posterior a Argentino Oeste Fútbol Club de su ciudad natal, con el cual obtuvo el título de campeón de la Liga Nicoleña de Fútbol en 1985, retirándose de la actividad tras la coronación.

## Selección nacional juvenil
En 1973 jugó con la Selección Argentina sub-20 el Torneo Juvenil de Cannes, con su equipo finalizando en tercer puesto, mientras que en 1974 integró el plantel que disputó el Sudamericano de Chile, con Argentina ubicada en cuarto lugar.

### Participación por torneos
| Copa                   | Sede    | Resultado  |
| ---------------------- | ------- | ---------- |
| Juvenil de Cannes 1973 | Francia | 3.° puesto |
| Sudamericano 1974      | Chile   | 4.° puesto |

## Clubes
| Club                          | País      | Año       |
| ----------------------------- | --------- | --------- |
| Rosario Central               | Argentina | 1973-1975 |
| Atlético Ledesma              | Argentina | 1976-1977 |
| Atlético Tucumán              | Argentina | 1978      |
| Atlético Ledesma              | Argentina | 1979      |
| Central Norte de Salta        | Argentina | 1980-1982 |
| Villa Dálmine                 | Argentina | 1983      |
| Argentino Oeste (San Nicolás) | Argentina | 1984-1985 |

## Palmarés

### Títulos nacionales
| Título           | Equipo                | País      | Año    |
| ---------------- | --------------------- | --------- | ------ |
| Primera División | C. A. Rosario Central | Argentina | N-1973 |

### Títulos regionales
| Título                  | Equipo          | País      | Año  |
| ----------------------- | --------------- | --------- | ---- |
| Liga Nicoleña de Fútbol | Argentino Oeste | Argentina | 1985 |